# Amber Ruffin
Amber Mildred Ruffin (nascida em 9 de janeiro de 1979)  é uma comediante americana. Ela apresenta seu próprio talk show noturno, o The Amber Ruffin Show na NBC e Peacock . Ela escreve para o programa Late Night with Seth Meyers desde 2014. Quando ela se juntou ao programa, ela se tornou a primeira mulher negra a escrever para um talk show noturno nos Estados Unidos.

## Infância e educação
Ruffin nasceu em Omaha, Nebraska . Ela se formou na Benson High School em 1996. Ruffin é o caçula de cinco filhos.

## Carreira
Em 2001, Ruffin começou a se apresentar em produções teatrais locais e improvisações em Omaha. Enquanto se apresentava com sua trupe de improvisação em um evento em Chicago, Ruffin conheceu a comediante e proprietária do iO Theatre Charna Halpern . Halpern encorajou Ruffin a se mudar para Chicago dizendo que acreditava que Ruffin "teria um emprego em tempo integral, fazendo comédia, dentro de um ano". Em 2008, após terminar suas aulas na iO, Ruffin mudou-se para Amsterdã para trabalhar como escritora e performer na trupe de comédia de improvisação Boom Chicago Amsterdam .
Depois de retornar aos Estados Unidos, Ruffin se apresentou como parte de The Second City em Denver e Chicago, onde conheceu a futura co-roteirista do Late Night , Jenny Hagel . Em 2011, ela se mudou para Los Angeles ; juntando-se ao grupo de comédia do YouTube RobotDown com Jessica Lowe, Carlo Corbellini e Davey Vorhes; e apareceu em um episódio de Key &amp; Peele . Ela também se juntou ao grupo de esquetes e comédia musical conhecido nacionalmente , Story Pirates, onde realizou esquetes baseados em histórias escritas por crianças. Ruffin também foi membro da Sacred Fools Theatre Company realizando uma versão serializada de King of Kong: A Musical Parody, um show de duas mulheres parodiando o documentário The King of Kong . O musical foi co-escrito com sua co-estrela Lauren Van Kurin e dirigido por Brendan Hunt, colega do Boom Chicago, com música de David Schmoll. King of Kong apareceu no New York International Fringe Festival de 2014 e ganhou o prêmio de Melhor Musical Geral de 2014, e no Hollywood Fringe Festival de 2015 (com Hunt substituindo um Ruffin indisponível), onde ganhou o prêmio de Melhor Musical e Melhor Composição. O show voltou ao Sacred Fools em setembro de 2016 para uma apresentação com a presença do próprio alvo da paródia, Billy Mitchell.
Ruffin fez oum teste para o show Saturday Night Live em 2014, mas não conseguiu o papel. Alguns dias depois, Seth Meyers ligou para convidá-la para ser uma escritora em seu novo programa noturno. Ruffin escreve para o Late Night with Seth Meyers desde o início do programa em 2014. Além de escrever, ela também aparece em vários segmentos recorrentes do programa, incluindo: "Amber Says What?" , "Amber's Minute of Fury", "Jokes Seth Can't Tell" (com a colega escritora Jenny Hagel ) e "Point, Counterpoint". Quando os protestos de George Floyd começaram, Ruffin abriu os programa por uma semana contando suas experiências com policiais. Meyers entrevistou Ruffin como convidada para o milésimo episódio do programa.
Além de escrever para o Late Night, Ruffin escreveu para o programa Detroiters do Comedy Central e era um narrador regular no programa Drunk History do Comedy Central . Em 2017, Ruffin desenvolveu um show de comédia de câmera única, Going Dutch, mas a série não foi encomendada. Ela foi indicada ao prêmio Writers Guild of America na categoria "Série de Comédia/Variedade (Incluindo Talk)" em 2017.
Em fevereiro de 2018, Ruffin foi a host a 70ª cerimônia de premiação do Writers Guild of America .
Em 2019, a NBC encomendou uma apresentação piloto para a série de comédia de câmera única de Ruffin, Village Gazette . No mesmo ano, Ruffin foi roteirista da primeira temporada de A Black Lady Sketch Show na HBO .
Em 16 de janeiro de 2020, foi anunciado que Ruffin apresentaria seu próprio talk show noturno no serviço de streaming da NBC, Peacock, intitulado The Amber Ruffin Show . O show estreou em 25 de setembro de 2020. O show rompe com a típica estrutura noturna, abrindo mão dos convidados e focando em esquetes tópicos. O programa foi indicado ao prêmio Writers Guild of America na categoria "Série de esquetes de comédia / variedade" em 2021. O show também foi indicado para Melhor Roteiro para Série de Variedades no 73º Primetime Emmy Awards .
Ruffin e sua irmã Lacey Lamar co-escreveram um livro, intitulado You'll Never Believe What Happened to Lacey: Crazy Stories about Racism, que foi lançado em 12 de janeiro de 2021 e foi colocado na lista dos mais vendidos do New York Times .
Em fevereiro de 2021, foi anunciado que Ruffin foi escalada para co-escrever a adaptação musical para a Broadway de Some Like It Hot ao lado de Matthew Lopez.
Em setembro de 2022, foi revelado que Ruffin seria o dublador de Roxa, a nova porta-voz da M&M's .

## Filmografia
- 2010: Ox Tales — dublador (2ª dublagem em inglês)
- 2012: RobotDown (série de TV) – Produtor, Escritor (5 episódios), Ator em vários papéis (6 episódios)
- 2012: Key &amp; Peele (série de TV) – Party Wife (1 episódio: Episódio #2.9)
- 2012–2013: Animation Domination High-Def (curta série de TV) – vários, Misty (voz) (3 episódios)
- 2014: Wish It Inc. (Série de TV) – Shari (12 episódios)
- 2014: 66º Primetime Emmy Awards (Especial de TV) – Escrito por
- 2014–presente: Late Night with Seth Meyers (série de TV) – escrito por (mais de 175 episódios)
- 2015: Above Average Presents (TV Series) – Nurse (1 episódio: "Unique Hospital: The Surgery Results")
- 2017–2018: Detroiters (série de TV) – Escrito por (3 episódios); Molly (2 episódios)
- 2018: 75º Globo de Ouro (Especial de TV) – Roteirista
- 2019: Tuca &amp; Bertie (série de TV) – Dakota (voz) (1 episódio: "The New Bird")
- 2019: Drunk History (série de TV) – Barbara Cooke (1 episódio: "Legados")
- 2019: Você não é um monstro (série de TV) – Sereia / Gremlin (2 episódios)
- 2019: 76º Globo de Ouro (Especial de TV) – Roteirista
- 2019: A Black Lady Sketch Show (série de TV) – Escritor (6 episódios)
- 2020: Escape from Virtual Island (Audible Original - Audio Comedy) (Série de TV) – Faith (voz) (11 episódios)
- 2020: Village Gazette (TV Movie) – Produtor executivo, Escritor, Atriz
- 2020–presente: The Amber Ruffin Show - Apresentador, Escritor
- 2022: Eu mentiria para você? (EUA) (Série de TV) - A própria (1 episódio: "Babysitting Lemurs")
- 2022: Girls5eva - TK (1 episódio)
- 2022: Gutsy - Ela mesma (Episódio TBA)